# Fredrik Sterner
Anders Fredrik Sterner (Leksand, 23 novembre 1978) è un ex snowboarder svedese.

## Biografia
Specializzato nell'halfpipe e attivo a livello internazionale dal dicembre 1996, Sterner ha debuttato in Coppa del Mondo il 14 dicembre dello stesso anno, ottenendo subito il suo primo podio, 3º a Whistler. Il 7 gennaio 1998 ha ottenuto la sua prima vittoria, imponendosi a Sankt Moritz. Nella stessa stagione si è aggiudicato la Coppa del Mondo di halfpipe.
In carriera ha preso parte a una rassegna olimpica e a quattro iridate, vincendo l'argento nell'halfpipe nel 1999.

## Palmarès

### Mondiali
- 1 medaglia:
  - 1 argento (halfpipe a Berchtesgaden 1999)

### Coppa del Mondo
- Vincitore della Coppa del Mondo di halfpipe nel 1998
- Miglior piazzamento nella Coppa del Mondo generale di freestyle: 6º nel 1999
- 14 podi:
  - 7 vittorie
  - 3 secondi posti
  - 4 terzi posti

#### Coppa del Mondo - vittorie
| Data             | Luogo           | Paese    | Disciplina |
| ---------------- | --------------- | -------- | ---------- |
| 7 gennaio 1998   | Sankt Moritz    | Svizzera | HP         |
| 4 marzo 1998     | Morzine-Avoriaz | Francia  | HP         |
| 4 marzo 1998     | Morzine-Avoriaz | Francia  | HP         |
| 13 marzo 1998    | Tandådalen      | Svezia   | HP         |
| 11 dicembre 1998 | Whistler        | Canada   | HP         |
| 22 gennaio 2000  | Grächen         | Svizzera | HP         |
| 19 febbraio 2000 | Sapporo         | Giappone | HP         |

Legenda:

HP = Halfpipe